# Дилян Каравелев
Делян Каравелев е български футболист роден на 14 август 1984 г. в град Дряново. Играе на поста вратар. Състезавал се е за отборите на Локомотив (Дряново), Янтра (Габрово) и Видима-Раковски (Севлиево).